# Конка-делла-Кампания
Конка-делла-Кампания (итал. Conca della Campania) — коммуна в Италии, располагается в регионе Кампания, в провинции Казерта.
Население составляет 1390 человек (2008 г.), плотность населения составляет 53 чел./км². Занимает площадь 26 км². Почтовый индекс — 81044. Телефонный код — 0823.
Покровителями коммуны почитаются Пресвятая Богородица , празднование в первое воскресение сентября, и святой Стефан, первомученик, празднование 20 января.

## Демография
Динамика населения:

## Администрация коммуны
- Официальный сайт: http://www.comune.concadellacampania.ce.it